# Kretschmar
Kretschmar, Kretzschmar, Krätschmar, Krätzschmar oder Cretzschmar ist ein aus dem Tschechischen oder Sorbischen stammender Familienname. Er leitet sich von krčmář bzw. korčmar („Schankwirt“) ab, was eingedeutscht zu Kretschmann, Kretschmar, Kretschmer oder Kretschmeyer wurde, und gehört damit zu den Berufsnamen. Im Spätmittelalter bezeichneten sächsische Dorfrügen die dörflichen Brauschenkgüter auch als Kretscham oder Kretzscham und deren Besitzer als Kretzschmar.

## Namensträger

### Namensform Cretzschmar
- Ludwig Cretzschmar (1792–1862), deutscher Politiker, hessischer Landtagsabgeordneter und Bürgermeister
- Philipp Jakob Cretzschmar (1786–1845), deutscher Anatom und Zoologe

### Namensform Krätschmar
- Tania Krätschmar (* 1960), deutsche Autorin

### Namensform Krätzschmar
- Wilfried Krätzschmar (* 1944), deutscher Komponist

### Namensform Kretschmar
- August Kretschmar, deutscher Bildhauer
- Carl Kretschmar (1769–1847), deutscher Maler
- Christian Kretschmar (um 1700–1768), deutscher Baumeister, siehe Christian Kretzschmar
- Christian Kretschmar (Musiker) (* 1959), deutscher Hornist
- Christian Kretschmar (Fotograf) (* 1968), deutscher Musiker und international tätiger Fotograf
- Eberhard Kretschmar (1909–1992), deutscher Literaturwissenschaftler
- Erich Kretschmar (1880–1929), deutscher Verwaltungsbeamter
- Georg Kretschmar (Orgelbauer), deutscher Orgelbauer
- Georg Kretschmar (1925–2009), deutscher Theologe und Erzbischof
- Hans Kretschmar (Wirtschaftswissenschaftler) (1902–1945), deutscher Wirtschaftswissenschaftler und Hochschullehrer
- Hans Alfred von Kretschmar (1846–1917), sächsischer Oberst, Schriftsteller und Heraldiker
- Helmut Kretschmar (* 1928), deutscher Sänger
- Lisa Kretschmar (1918–1988), deutsche Tänzerin und Choreografin
- Otto Kretschmar (1864–1933), deutscher Politiker und MdL Sachsen
- Paul Gustav Kretschmar (1865–1942), deutscher Rechtswissenschaftler
- Ralph Kretschmar (* 1980), deutscher Schauspieler und Musiker
- Renate Kretschmar-Fischer (1925–2016), deutsche Pianistin
- Thomas Kretschmar (* 1963), deutscher Wirtschaftswissenschaftler

### Namensform Kretzschmar
- Adolf Christian Kretzschmar (1794–1879), deutscher Philosoph und Theologe
- Anne-Kathrein Kretzschmar (1948–2020), deutsche Schauspielerin
- Bernhard Kretzschmar (1889–1972), deutscher Maler
- Carl Otto Kretzschmar von Kienbusch (1884–1976), US-amerikanischer Geschäftsmann, Waffenhistoriker und Waffensammler
- Claus Kretzschmar (1939–2017), deutscher Maler
- Curt Kretzschmar (1894–1973), deutscher Dirigent
- Eduard Kretzschmar (1806–1858), deutscher Holzschneider
- Ferdinand Kretzschmar (1853–1923), deutscher Richter in Sachsen
- Georg Kretzschmar (1889–1970), deutscher Maler und Grafiker
- Gerald Kretzschmar (* 1971), deutscher evangelischer Theologe
- Gisela Kretzschmar (* vor 1938), deutsche Schauspielerin
- Gottfried Kretzschmar (1930–2001), deutscher Theologe und Hochschullehrer
- Günther Kretzschmar (1929–1986), deutscher Komponist
- Gustav Woldemar Kretzschmar (1799–1854), deutscher Jurist und Politiker
- Hans Kretzschmar (Politiker), deutscher Politiker (DVP)
- Hans Kretzschmar (eigentlich Wilhelm Johannes Kretzschmar, auch Johann Kretzschmar, siehe Johannes Kretzschmar (General); 1871–1939), deutscher Generalmajor und Militärberater in Argentinien
- Hans A. Kretzschmar (1953–2014), deutscher Mediziner
- Harald Kretzschmar (1931–2024), deutscher Karikaturist, Grafiker und Feuilletonist
- Heino Kretzschmar (1852–1909), deutscher Fabrikbesitzer und Politiker (NLP), MdL
- Heinz Kretzschmar (1926–2015), deutscher Jazzmusiker
- Hellmut Kretzschmar (1893–1965), deutscher Historiker
- Hermann Kretzschmar  (Musikwissenschaftler) (1848–1924), deutscher Musikwissenschaftler und -schriftsteller
- Hermann Kretzschmar (Komponist) (* 1958), deutscher Pianist und Komponist
- Horst Kretzschmar (Botaniker) (1950–2021), deutscher Pflanzenkundler
- Horst Kretzschmar (* 1959), deutscher Polizeibeamter und Landespolizeipräsident
- Johann Friedrich Kretzschmar (1845–1924), sächsischer Staatsbeamter
- Johann Joachim Kretzschmar (1677–1740), deutscher Bildhauer
- Johannes Kretzschmar (Archivar) (1864–1947), deutscher Historiker und Archivar
- Johannes Kretzschmar (General) (eigentlich Wilhelm Johannes Kretzschmar, vielfach Hans Kretzschmar, auch Johann Kretzschmar, spanisch Guillermo Juan Kretzschmar; 1871–1939), deutscher Generalmajor und Militärberater in Argentinien
- Johannes Kretzschmar (Pädagoge) (1876–1945), deutscher Pädagoge und Historiker
- Johannes Kretzschmar (Liedtexter) (1898–1957), deutscher Lieddichter
- Jörg Kretzschmar (* 1964), deutscher Fußballspieler
- Julius Kretzschmar (1858–1929), deutscher Bergrechtler und Hochschullehrer
- Kendy John Kretzschmar (* 1975), deutscher Mundartdichter, Liedermacher und Autor
- Lucie-Marie Kretzschmar (* 2000), deutsche Handballspielerin
- Martin Kretzschmar (1930–2023), deutscher Physiker und Hochschullehrer
- Paul Hermann Kretzschmar (1863–1938), deutscher Verwaltungsjurist, stellvertretender Oberbürgermeister
- Peter Kretzschmar (1932–2018), deutscher Handballspieler und -trainer
- René Kretzschmar (* 1979), deutscher Politiker (Die Linke)
- Robert Kretzschmar (Archivar) (* 1952), deutscher Historiker und Archivar
- Robert Kretzschmar (Saxophonist) (1961–2012), deutscher Saxophonist, Pianist und Arrangeur
- Robert Kretzschmar (Schlagzeuger), deutscher Schlagzeuger, Vibraphonist und Sänger
- Stefan Kretzschmar (* 1973), deutscher Handballspieler
- Sven Kretzschmar (Fußballspieler) (* 1965), deutscher Fußballspieler
- Sven Kretzschmar (Biathlet) (* 1979), deutscher Biathlet
- Sylvi Kretzschmar (* 1977), deutsche Performance-Künstlerin und Aktivistin
- Till Kretzschmar (1955–2018), deutscher Schauspieler und Theaterregisseur
- Tom Kretzschmar (* 1999), deutscher Fußballspieler
- Waltraud Kretzschmar (1948–2018), deutsche Handballspielerin
- Willy Kretzschmar (1890–1962), deutscher Oberlandeskirchenrat